# (6926) 1994 RO11
1994 أر أو 11 (ويعرف أيضًا باسم (6926) 1994 أر أو 11 وفق تسمية الكوكب الصغير) (بالإنجليزية: 1994 RO11)‏ هو كويكب ضمن حزام الكويكبات؛ وترتيبه 6926 من حيث الاكتشاف.
اكتُشف هذا الجُرم الفلكي بواسطة هيروشي كانيدا في 1 سبتمبر 1994.

## وصلات خارجية
- (6926) 1994 RO11 في قاعدة بيانات مختبر الدفع النفاث لأجرام النظام الشمسي الصغيرة

- الاكتشاف · مخطط المدار ·  العناصر المدارية · المعلمات المادية

- (6926) 1994 RO11 على موقع ويكي سكاي: DSS2, SDSS, GALEX, IRAS, Hydrogen α, X-Ray, Astrophoto, Sky Map, Articles and images